# Drilon Shala
Drilon Shala (* 20. März 1987 in Prizren, SFR Jugoslawien, heute Kosovo) ist ein finnisch-kosovarischer Fußballspieler.

## Karriere

### Verein
Shala kam als Sohn von Kosovo-Albanern in Prizren auf die Welt und musste im Zuge des Jugoslawienkrieges mit seiner Familie das Land verlassen. Als Kriegsflüchtlinge siedelten sie nach Finnland. Hier spielte er in der Jugendabteilung von Lahden Reipas. Anschließend begann er als Amateurspieler für den Verein Tampereen Peli-Pojat-70 tätig zu sein. Zum Sommer 2006 wechselte er zu FC Lahti und spielte hier bis zum Frühjahr 2013. 2010 war er zwischenzeitlich an FC Hämeenlinna ausgeliehen.
Zur Wintertransferperiode 2012/13 wechselte er in die türkische TFF 1. Lig zu TKİ Tavşanlı Linyitspor. Bereits zum Saisonende wurde sein Vertrag nach gegenseitigem Einvernehmen aufgelöst. Anschließend spielte er sechs Monate für Zweitligist Lahden Reipas und kehrte dann zum FC Lahti zurück. Dort gewann er 2016 den finnischen Ligapokal durch einen 4:3-n.E.-Sieg im Finale gegen Seinäjoen JK. Im Sommer 2020 wechselte er dann zu seinem mittlerweile drittklassigen Heimatverein Lahden Reipas.

### Nationalmannschaft
Der Stürmer war 2006 dreimal für die finnische U-19-Nationalmannschaft aktiv.

## Erfolge
- Finnischer Ligapokalsieger: 2016

## Sonstiges
Sein jüngerer Bruder Driton (* 1997) spielte in der Saison 2021 ebenfalls für Lahden Reipas.